# Chérif Souleymane
Chérif Souleymane (Kindia, 20 ottobre 1944) è un ex calciatore e allenatore di calcio guineano, di ruolo centrocampista.

## Carriera
Con la maglia dell'Hafia vinse più volte il campionato guineano e la Coppa dei Campioni CAF nel 1972. Nello stesso anno ottenne il Pallone d'oro africano. Con la Nazionale guineana prese parte alle Olimpiadi del 1968.

## Palmarès

### Club

#### Competizioni nazionali
- Campionato guineano: 6

Hafia: 1966, 1967, 1968, 1971, 1972, 1973, 1974

#### Competizioni internazionali
- CAF Champions League: 3

Hafia: 1972, 1975, 1977

### Individuale
- Calciatore africano dell'anno: 1

1972